# XYZ Films
XYZ Films es una empresa estadounidense de producción y venta de películas fundada en 2008 por Aram Tertzakian, Nate Bolotin y Nick Spicer, y tiene su sede en Los Ángeles. Se centra en películas de género internacional, incluidas The Raid: Redemption, The Raid 2 y On the Job.
Según un artículo de Variety, XYZ Films ha licenciado más de 200 películas desde 2009. Ha producido un puñado de películas originales de Netflix, incluidas Apostle (2018), The Night Comes For Us (2015) yYa no me siento como en casa en este mundo (2017), entre otras.

## Historia
XYZ Films fue fundada por Aram Tertzakian, Nate Bolotin y Nick Spicer, quienes se conocieron en la Universidad de California en Los Ángeles . Todos habían trabajado anteriormente en la industria. Todd Brown, editor en jefe del sitio web de películas Twitch Film, se unió después de que invirtieron allí. Los primeros acuerdos incluyeron uno con Time Inc. que no produjo ningún proyecto pero elevó su perfil. Creyendo que el mercado estadounidense era demasiado pequeño, invirtieron en películas de género internacionales.
The Raid: Redemption, una película de acción indonesia que se produjo con un presupuesto de alrededor de 1 millón de dólares, recaudó más de 14 millones de dólares en todo el mundo. Se asociaron con el distribuidor de películas francés Celluloid Dreams en 2010, y, en 2013, se expandieron más allá de las ventas norteamericanas hacia las ventas internacionales. XYZ limita los presupuestos para mantener bajos los costos y luego comercializa películas entre los fanáticos del género en función de su reputación. XYZ dijo que se centran en películas comerciales que aún asumen riesgos. En 2015, se asociaron con la distribuidora Abbolita Films.
En octubre de 2017, los fundadores de XYZ Films, Aram Tertzakian, Nate Bolotin y Nick Spicer, aparecieron en el perfil destacado de Nuevos líderes en cine de Variety . Su película de 2017 Ya no me siento como en casa en este mundo recibió el Gran Premio del Jurado en Drama en el Festival de Cine de Sundance de 2017.
En 2023, XYZ anunció la creación del sello New Visions para películas de ficción especulativa y terror de directores nuevos y emergentes.
La primera película que se estrenó como estreno de New Visions fue In Flames, de Zarrar Kahn.

## Filmografía seleccionada
| Año      | Título                                                    | Director                              | Reparto                 | lanzamiento              |
| -------- | --------------------------------------------------------- | ------------------------------------- | ----------------------- | ------------------------ |
| 2011     | Greetings to the Devil                                    | Juan Felipe Orozco                    |                         | 12 de agosto de 2011     |
| 2012     | The Raid                                                  | Gareth Evans                          |                         | 23 de marzo de 2012      |
| 2012     | Errors of the Human Body                                  | Eron Sheean                           |                         | 28 de julio de 2012      |
| 2012     | Save the Date                                             | Michael Mohan                         |                         | 8 de noviembre de 2012   |
| 2013     | The Rambler                                               | Calvin Reeder                         |                         | 21 de enero de 2013      |
| 2013     | Frankenstein's Army                                       | Richard Raaphorst                     |                         | 26 de julio de 2013      |
| 2013     | Big Bad Wolves                                            | Aharon Keshales and Navot Papushado   |                         | 15 de agosto de 2013     |
| 2013     | On the Job                                                | Erik Matti                            |                         | 27 de septiembre de 2013 |
| 2013     | The Dirties                                               | Matt Johnson                          |                         | 4 de octubre de 2013     |
| 2013     | Avenged                                                   | Michael S. Ojeda                      |                         | 15 de octubre de 2013    |
| 2013     | Wolf                                                      | Jim Taihattu                          |                         | 19 de diciembre de 2013  |
| 2014     | Killers                                                   | Mo Brothers                           |                         | 1 de febrero de 2014     |
| 2014     | Dead Snow: Red vs. Dead                                   | Tommy Wirkola                         |                         | 12 de febrero de 2014    |
| 2014     | Parts per Billion                                         | Brian Horiuchi                        |                         | 25 de marzo de 2014      |
| 2014     | The Raid 2                                                | Gareth Evans                          |                         | 28 de marzo de 2014      |
| 2014     | Stage Fright                                              | Jerome Sable                          |                         | 9 de mayo de 2014        |
| 2014     | These Final Hours                                         | Zak Hilditch                          |                         | 31 de julio de 2014      |
| 2014     | Electric Boogaloo: The Wild, Untold Story of Cannon Films | Mark Hartley                          |                         | 2 de agosto de 2014      |
| 2014     | Life After Beth                                           | Jeff Baena                            |                         | 15 de agosto de 2014     |
| 2014     | Out of the Dark                                           | Lluís Quílez                          |                         | 27 de agosto de 2014     |
| 2014     | Redeemer                                                  | Ernesto Díaz Espinoza                 |                         | September 2014           |
| 2014     | At the Devil's Door                                       | Nicholas McCarthy                     |                         | 12 de septiembre de 2014 |
| 2014     | Tusk                                                      | Kevin Smith                           |                         | 19 de septiembre de 2014 |
| 2014     | The Dead Lands                                            | Toa Fraser                            |                         | 30 de octubre de 2014    |
| 2015     | Preservation                                              | Christopher Denham                    |                         | 9 de enero de 2015       |
| 2015     | Spring                                                    | Justin Benson and Aaron Moorhead      |                         | 20 de marzo de 2015      |
| 2015     | River                                                     | Jamie M. Dagg                         |                         | 1 de junio de 2015       |
| 2015     | Stung                                                     | Benni Diez                            |                         | 3 de julio de 2015       |
| 2016     | Baskin                                                    | Can Evrenol                           |                         | 1 de enero de 2016       |
| 2016     | The Invitation                                            | Karyn Kusama                          |                         | 8 de abril de 2016       |
| 2016     | Holidays                                                  | Various directors                     |                         | 22 de abril de 2016      |
| 2016     | Mercy                                                     | Chris Sparling                        |                         | 4 de junio de 2016       |
| 2016     | Yoga Hosers                                               | Kevin Smith                           |                         | 2 de septiembre de 2016  |
| 2016     | Operation Avalanche                                       | Matt Johnson                          |                         | 16 de septiembre de 2016 |
| 2016     | ARQ                                                       | Tony Elliott                          |                         | 16 de septiembre de 2016 |
| 2016     | Under the Shadow                                          | Babak Anvari                          |                         | 30 de septiembre de 2016 |
| 2016     | The Oath                                                  | Baltasar Kormákur                     |                         | 6 de septiembre de 2016  |
| 2016     | Headshot                                                  | Mo Brothers                           |                         | 8 de diciembre de 2016   |
| 2017     | iBoy                                                      | Adam Randall                          |                         | 27 de enero de 2017      |
| 2017     | XX                                                        | Various directors                     |                         | 17 de febrero de 2017    |
| 2017     | I Don't Feel at Home in this World Anymore                | Macon Blair                           |                         | 24 de febrero de 2017    |
| 2017     | The Void                                                  | Steven Kostanski and Jeremy Gillespie |                         | 21 de marzo de 2017      |
| 2017     | Pilgrimage                                                | Brendan Muldowney                     |                         | 23 de abril de 2017      |
| 2017     | Kuso                                                      | Steven Ellison                        |                         | 21 de julio de 2017      |
| 2017     | Bushwick                                                  | Jonathan Milott and Cary Murnion      |                         | 25 de agosto de 2017     |
| 2017     | Brawl in Cell Block 99                                    | S. Craig Zahler                       |                         | 6 de octubre de 2017     |
| 2017     | 6 Days                                                    | Toa Fraser                            |                         | 3 de noviembre de 2017   |
| 2017     | Sweet Virginia                                            | Jamie M. Dagg                         |                         | 17 de noviembre de 2017  |
| 2017     | Beyond Skyline                                            | Liam O'Donnell                        |                         | 15 de diciembre de 2017  |
| 2018     | Mom and Dad                                               | Brian Taylor                          |                         | 19 de enero de 2018      |
| 2018     | I Kill Giants                                             | Anders Walter                         |                         | 23 de marzo de 2018      |
| 2018     | The Cleanse                                               | Bobby Miller                          |                         | 4 de mayo de 2018        |
| 2018     | In Darkness                                               | Anthony Byrne                         |                         | 25 de mayo de 2018       |
| 2018     | Our House                                                 | Anthony Scott Burns                   |                         | 27 de julio de 2018      |
| 2018     | BuyBust                                                   | Erik Matti                            |                         | 1 de agosto de 2018      |
| 2018     | Mandy                                                     | Panos Cosmatos                        |                         | 14 de septiembre de 2018 |
| 2018     | Apostle                                                   | Gareth Evans                          |                         | 12 de octubre de 2018    |
| 2018     | The Night Comes For Us                                    | Timo Tjahjanto                        |                         | 19 de octubre de 2018    |
| 2018     | Anna and the Apocalypse                                   | John McPhail                          |                         | 30 de noviembre de 2018  |
| 2019     | The Standoff at Sparrow Creek                             | Henry Dunham                          |                         | 18 de enero de 2019      |
| 2019     | Arctic                                                    | Joe Penna                             |                         | 1 de febrero de 2019     |
| 2019     | The Prodigy                                               | Nicholas McCarthy                     |                         | 8 de febrero de 2019     |
| 2019     | Framing John DeLorean                                     | Don Argott and Sheena M. Joyce        |                         | 7 de junio de 2019       |
| 2019     | Jallikattu                                                | Lijo Jose Pellissery                  |                         | 4 de octubre de 2019     |
| 2019     | Code 8                                                    | Jeff Chan                             |                         | 13 de diciembre de 2019  |
| 2020     | Color Out of Space                                        | Richard Stanley                       |                         | 24 de enero de 2020      |
| 2020     | Come to Daddy                                             | Ant Timpson                           |                         | 7 de febrero de 2020     |
| 2020     | Vivarium                                                  | Lorcan Finnegan                       |                         | 27 de marzo de 2020      |
| 2020     | Archive                                                   | Gavin Rothery                         |                         | 10 de julio de 2020      |
| 2020     | Cut Throat City                                           | RZA                                   |                         | 31 de julio de 2020      |
| 2020     | The Silencing                                             | Robin Pront                           |                         | 14 de agosto de 2020     |
| 2020     | Sputnik                                                   | Egor Abramenko                        |                         | 14 de agosto de 2020     |
| 2020     | The Owners                                                | Julian Berg                           |                         | 4 de septiembre de 2020  |
| 2020     | Alone                                                     | John Hyams                            |                         | 18 de septiembre de 2020 |
| 2020     | 2067                                                      | Seth Larney                           |                         | 2 de octubre de 2020     |
| 2020     | The Wolf of Snow Hollow                                   | Jim Cummings                          |                         | 9 de octubre de 2020     |
| 2020     | Synchronic                                                | Justin Benson and Aaron Moorhead      |                         | 23 de octubre de 2020    |
| 2020     | What Lies Below                                           | Braden R. Duemmler                    |                         | 4 de diciembre de 2020   |
| 2020     | Audrey                                                    | Helena Coan                           |                         | 15 de diciembre de 2020  |
| 2020     | <i id="mwAyk">Skylines</i>                                | Liam O'Donnell                        |                         | 18 de diciembre de 2020  |
| 2021     | The Block Island Sound                                    | Kevin McManus and Matthew McManus     |                         | 11 de marzo de 2021      |
| 2021     | Stowaway                                                  | Joe Penna                             |                         | 22 de abril de 2021      |
| 2021     | The Paper Tigers                                          | Tran Quoc Bao                         |                         | 7 de mayo de 2021        |
| 2021     | The Deep House                                            | Julien Maury and Alexandre Bustillo   |                         | 30 de junio de 2021      |
| 2021     | Masquerade                                                | Shane Dax Taylor                      |                         | 30 de julio de 2021      |
| 2021     | No Man of God                                             | Amber Sealey                          |                         | 27 de agosto de 2021     |
| 2021     | Yakuza Princess                                           | Vicente Amorim                        |                         | 3 de septiembre de 2021  |
| 2021     | Prisoners of the Ghostland                                | Sion Sono                             |                         | 17 de septiembre de 2021 |
| 2021     | <i id="mwA30">Night Raiders</i>                           | Danis Goulet                          |                         | 12 de noviembre de 2021  |
| 2022     | Dual                                                      | Riley Stearns                         |                         | 22 de enero de 2022      |
| 2022     | Gatlopp: Hell of a Game                                   | Alberto Belli                         |                         | 23 de junio de 2022      |
| 2022     | The Summoned                                              | Mark Meir                             |                         | 7 de julio de 2022       |
| 2022     | I Came By                                                 | Babak Anvari                          |                         | 31 de agosto de 2022     |
| 2022     | Blackout                                                  | Sam Macaroni                          |                         | 12 de octubre de 2022    |
| 2022     | Old Man                                                   | Lucky McKee                           |                         | 14 de octubre de 2022    |
| 2022     | Something in the Dirt                                     | Justin Benson and Aaron Moorhead      |                         | 4 de noviembre de 2022   |
| 2022     | Nocebo                                                    | Lorcan Finnegan                       |                         | 22 de noviembre de 2022  |
| 2022     | The Harbinger                                             | Andy Mitton                           |                         | 1 de diciembre de 2022   |
| 2022     | The Mean One                                              | Steven LaMorte                        |                         | 9 de diciembre de 2022   |
| 2023     | Legions                                                   | Fabián Forte                          |                         | 19 de enero de 2023      |
| 2023     | Huesera: The Bone Woman                                   | Michelle Garza Cervera                |                         | 23 de febrero de 2023    |
| 2023     | BlackBerry                                                | Matt Johnson                          |                         | 12 de mayo de 2023       |
| 2023     | God Is a Bullet                                           | Nick Cassavetes                       |                         | 23 de junio de 2023      |
| 2023     | Run Rabbit Run                                            | Daina Reid                            |                         | 28 de junio de 2023      |
| 2023     | Hidden Strike                                             | Scott Waugh                           | John Cena & Jackie Chan | 29 de julio de 2023      |
| 2023     | My Animal                                                 | Jacqueline Castel                     |                         | 8 de septiembre de 2023  |
| Upcoming |                                                           |                                       |                         |                          |
| 2024     | Code 8: Part II                                           | Jeff Chan                             |                         |                          |
| TBA      | Krazy House                                               | Steffen Haars and Flip van der Kuil   |                         |                          |
| TBA      | Svalta                                                    | Steffen Haars                         |                         |                          |
| TBA      | Love is the Monster                                       | Alex Noyer                            |                         |                          |
| TBA      | Humane                                                    | Caitlin Cronenberg                    |                         |                          |
| TBA      | Man's Son                                                 | Remy Grillo                           |                         |                          |
| TBA      | In Flames                                                 | Zarrar Kahn                           |                         |                          |
| TBA      | Havoc                                                     | Gareth Evans                          |                         |                          |